# Saint-Antonin (Alpes-Maritimes)
Saint-Antonin (Occitaans: Sant Antonin; Italiaans (verouderd): Sant'Antonino) is een gemeente in het Franse departement Alpes-Maritimes (regio Provence-Alpes-Côte d'Azur) en telt 106 inwoners (2009). De plaats maakt deel uit van het arrondissement Nice.

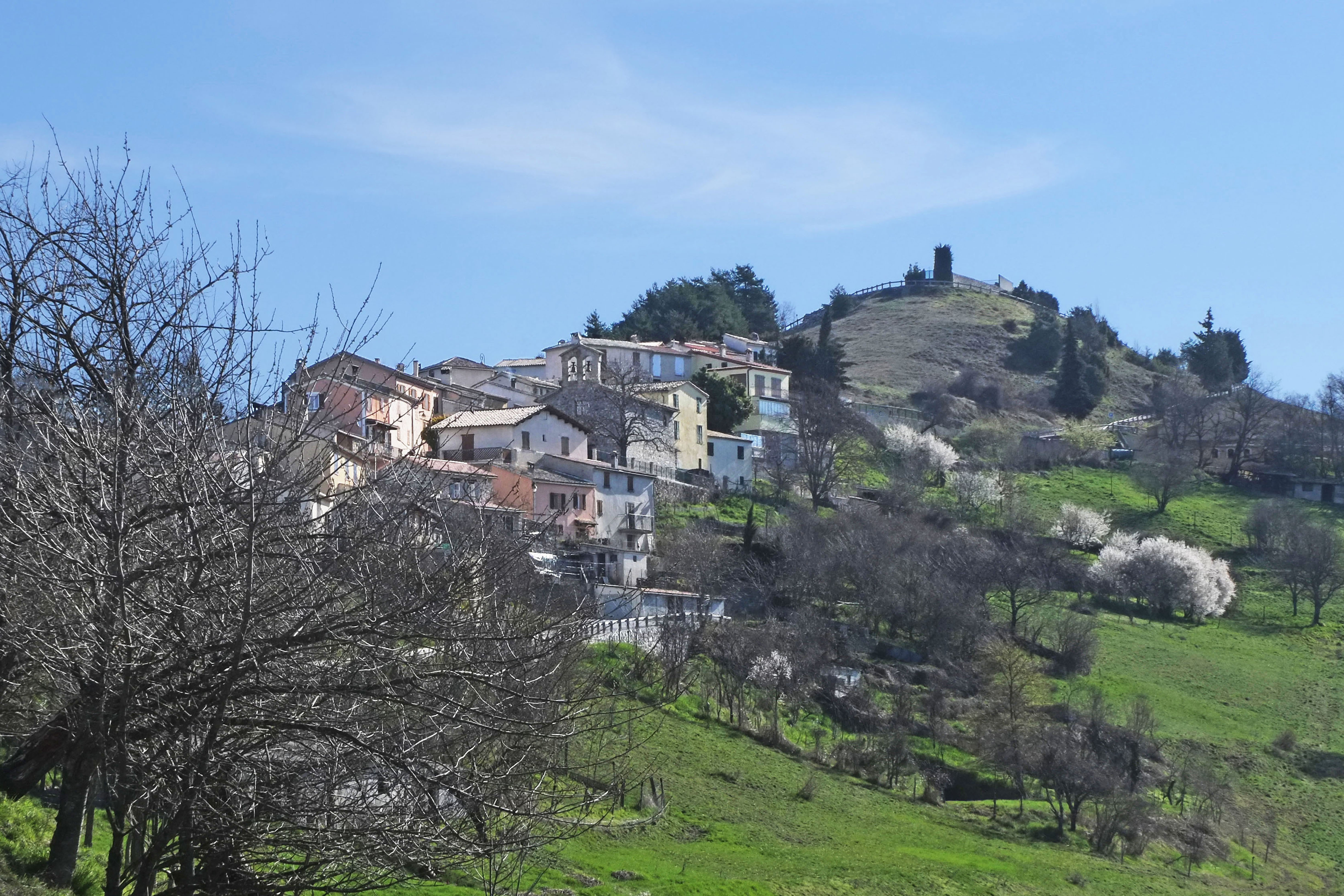
Saint-Antonin

## Geografie
De oppervlakte van Saint-Antonin bedraagt 6,1 km², de bevolkingsdichtheid is dusd 17,4 inwoners per km².
De onderstaande kaart toont de ligging van Saint-Antonin (Alpes-Maritimes) met de belangrijkste infrastructuur en aangrenzende gemeenten.

## Demografie
Onderstaande figuur toont het verloop van het inwonertal (bron: INSEE-tellingen).
Vanwege een beveiligingsprobleem met de MediaWiki Graph-software is het momenteel niet mogelijk deze grafiek weer te geven. Zodra de software is bijgewerkt zal de grafiek vanzelf weer zichtbaar worden.